# Muscolo semitendinoso
Nell'anatomia umana il muscolo semitendinoso è un muscolo che fa parte dei muscoli della coscia.

## Anatomia
Muscolo lungo e piatto, la sua caratteristica è quella di essere più carnoso da un lato (quello superiore) mentre in quello inferiore è tendineo. Parte dalla tuberosità ischiatica arrivando sino all'epifisi prossimale della tibia. Insieme all'inserzione del muscolo gracile e del muscolo sartorio, l'inserzione tendinea del muscolo semitendinoso crea il dispositivo anatomico denominato zampa d'oca.

## Funzioni
Il muscolo è adibito all'estensione della coscia provocata da una eventuale flessione della gamba, il semitendinoso intraruota la gamba stessa.
Inoltre, questo muscolo flette il ginocchio insieme agli altri ischiocrurali, e permette di ruotarlo medialmente quando questo è piegato.